# Kerry Ingram
Kerry Danielle Ingram (Slough, 26 de maio de 1999) é uma atriz inglesa. Ela é mais conhecida por seu papel como Shireen Baratheon na série de televisão Game of Thrones, e como Matilde Wormwood no musical de teatro, Matilda the Musical.

## Filmografia

### Cinema
| Ano  | Título                                | Papel           | Notas         |
| ---- | ------------------------------------- | --------------- | ------------- |
| 2010 | Robin Hood                            | Criança da vila | Não creditado |
| 2010 | Burke & Hare                          | Criança de rua  | Não creditado |
| 2012 | Os Miseráveis                         |                 | Cena cortada  |
| 2018 | Free Rein: The 12 Neighs of Christmas | Becky           |               |
| 2019 | Free Rein: Valentine's Day            | Becky           |               |

### Televisão
| Ano       | Título                                    | Papel             | Notas                         |
| --------- | ----------------------------------------- | ----------------- | ----------------------------- |
| 2013      | Doctor Who 50th Anniversary Live Pre-Show | A Rainha dos Anos | Filme de televisão            |
| 2013-2015 | Game of Thrones                           | Shireen Baretheon | 10 episódios                  |
| 2014      | Doctors                                   | Lois Wren         | Episódio:"Unsolved Mysteries" |
| 2015      | Wolf Hall                                 | Alice Williamson  | Episódio:"Entirely Beloved"   |
| 2016      | Barbarians Rising                         | Hilde             | Episódio:"Revenge"            |
| 2016      | Doctors                                   | Hannah Devlin     | 3 episódios                   |
| 2017      | Free Rein                                 | Becky             | 11 episódios                  |

### Teatro
| Ano  | Título              | Papel               | Notas                                                                |
| ---- | ------------------- | ------------------- | -------------------------------------------------------------------- |
| 2010 | Oliver!             | Criança do hospício | Teatro Drury Lane                                                    |
| 2011 | Matilda the Musical | Matilda Wormwood    | The Courtyard Theatre, Stratford-upon-Avon Cambridge Theatre, Camden |

## Prêmios e Indicações
| Ano  | Premiação               | Categoria                  | Título              | Resultado |
| ---- | ----------------------- | -------------------------- | ------------------- | --------- |
| 2011 | WhatsOnStage.com Awards | Melhor atriz em um Musical | Matilda the Musical | Indicado  |
| 2012 | Laurence Olivier Award  | Melhor atriz em um Musical | Matilda the Musical | Venceu    |